# Lao ngoài phổi

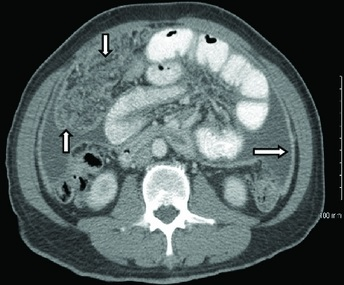
Chụp cắt lớp vi tính lao màng bụng (lao phúc mạc), quan sát có hình ảnh dày mạc nối lớn và phúc mạc.

Lao ngoài phổi là lao (TB) nằm ở vị trí nào đó trong cơ thể ngoài tạng phổi. Lao ngoài phổi chiếm tỷ lệ ngày càng tăng trong các trường hợp lao hoạt động (từ 20 đến 40% theo các báo cáo đã công bố). Lao ngoài phổi hay gặp hơn ở những người bị suy giảm miễn dịch và trẻ nhỏ. Ở những người nhiễm HIV, hơn 50% case lao phổi có lao ngoài phổi. Các vị trí lao ngoài phổi hay gặp bao gồm khoang màng phổi (trong lao màng phổi), hệ thần kinh trung ương (trong lao màng não), hệ bạch huyết (ở cổ), hệ tiết niệu sinh dục (trong lao tiết niệu sinh dục), và lao xương khớp (trong bệnh Pott cột sống),...
Lao ở các hạch bạch huyết, được gọi là lao hạch, là dạng bệnh lao ngoài phổi phổ biến nhất. Hạch bạch huyết bị nhiễm lao gần đó thường to ra từ từ, thường không đau.

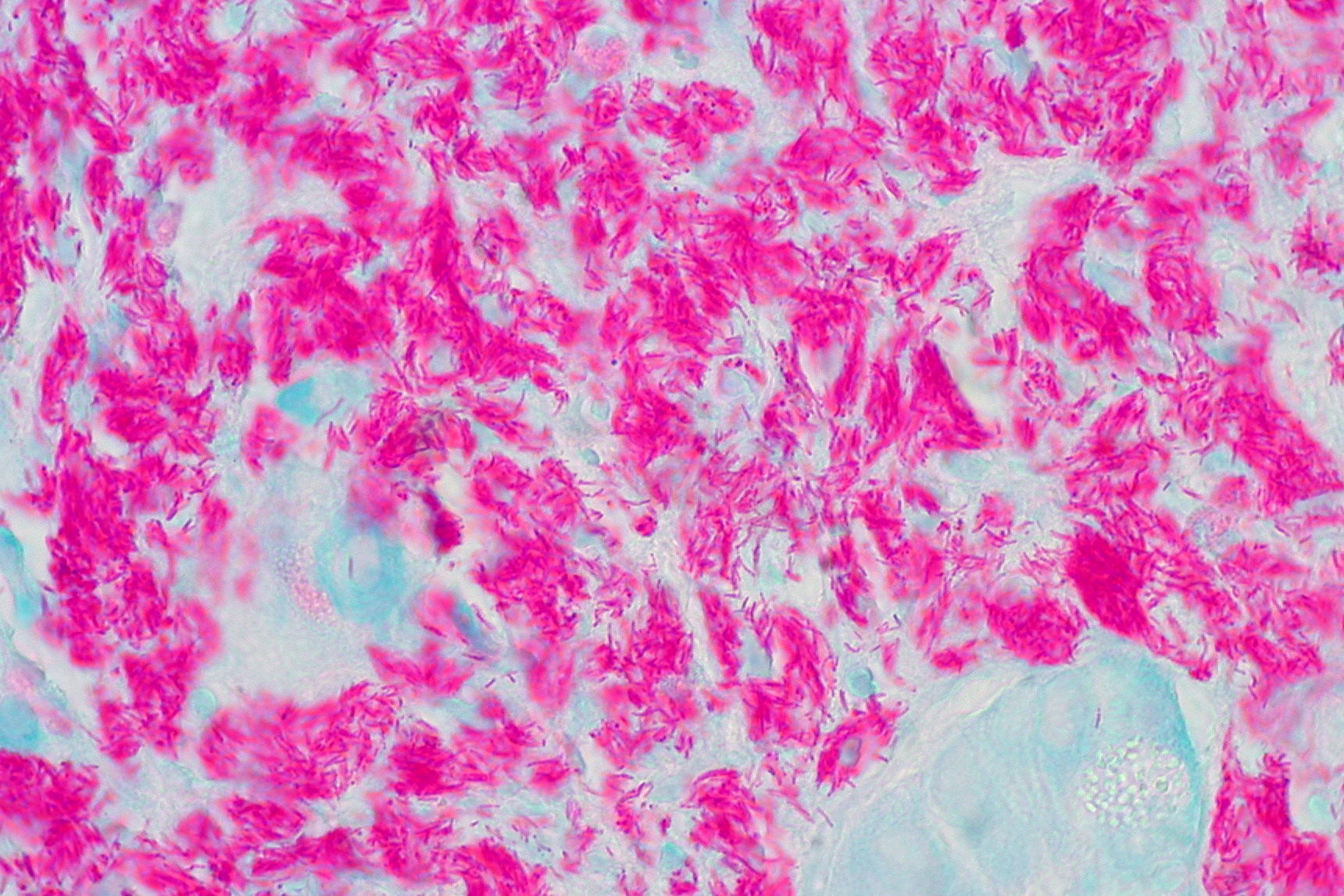
Tiêu bản mô bệnh học cho hình ảnh lao tá tràng. Lớp đáy xen kẽ với các tế bào mô vách. Nhuộm Kinyoun carbolfuchsin cho thấy trên tiêu bản có rất nhiều trực khuẩn bắt màu acid.

Khi lao lan đến xương gây nên bệnh lao xương, một dạng viêm tủy xương. Bệnh lao đã có ở người từ thời cổ đại.
Nhiễm trùng hệ thần kinh trung ương bao gồm lao màng não, lao não và viêm màng nhện tủy sống do lao.
Lao ở vùng bụng bao gồm lao đường tiêu hóa (cần chẩn đoán phân biệt với bệnh Crohn), lao màng bụng (viêm phúc mạc do lao) và lao tiết niệu sinh dục.
Một dạng bệnh lao lan rộng gây tiên lượng xấu cho bệnh nhân được gọi là "lao lan tỏa", còn được gọi là lao kê. Lao kê hiện chiếm khoảng 10% các trường hợp lao ngoài phổi.

## Tràn dịch màng phổi
Tràn dịch màng phổi là một trong những dạng phổ biến của bệnh lao ngoài phổi, xảy ra trong giai đoạn cấp tính của bệnh, đi kèm với các triệu chứng như sốt, ho và đau khi thở. Dịch màng phổi thường chứa chủ yếu là tế bào lympho và vi khuẩn Mycobacterium. Tiêu chuẩn vàng của chẩn đoán là phát hiện Mycobacterium trong dịch màng phổi. Các xét nghiệm chẩn đoán khác bao gồm phát hiện adenosine deaminase (ADA, bất thường khi trên 40 U/L) và interferon gamma trong dịch màng phổi.